# Joachim Hoppers
Joachim Hoppers (1523-1576) était un avocat et professeur frison, dont le nom a été latinisé en Hopperus. Il fut le conseiller de Philippe II d'Espagne sur les questions touchant les Pays-Bas. Son nom est associé à la création de l'université de Douai.

## Biographie
Joachim Hoppers nait à Sneek le 11 novembre 1523. Après avoir fréquenté l'école latine de Haarlem, il étudie le droit et la philosophie à Louvain, Paris et Orléans. Diplômé en 1553, il devient ensuite professeur à Louvain et, grâce à son amitié avec Viglius van Aytta, conseiller au Grand Conseil de Malines, un membre du Conseil privé et membre du Conseil d’État. En 1566, il est également conseiller auprès du roi Philippe II d'Espagne concernant les affaires néerlandaises. En bon disciple d’Érasme, il approuve les mesures sévères prise par Philippe II contre les iconoclastes.
Il fonde au nom de Philippe II l'université de Douai en 1561, ce qui lui fournit l’occasion d’appliquer ses idées sur l'éducation, qu'il décrit dans son "Ferdinandus, sive les principis institutione" et qui sont davantage celles d’un professeur plutôt que celles d’un homme d'État. Le rôle de l'université de Douai était d'assurer la défense du catholicisme face à la concurrence de la Réforme protestante.
Il meurt au cours d'un séjour à Madrid le 11 décembre 1576.

## Attachement à la Frise
Joachim Hoppers était profondément fidèle à sa province d'origine, la Frise, comme il me montre dans son œuvre les Tabula, une œuvre composée en frison sur un âge d’or incluant la Frise. Il dresse la toute première carte de la Frise à l'époque romaine.

## Œuvres

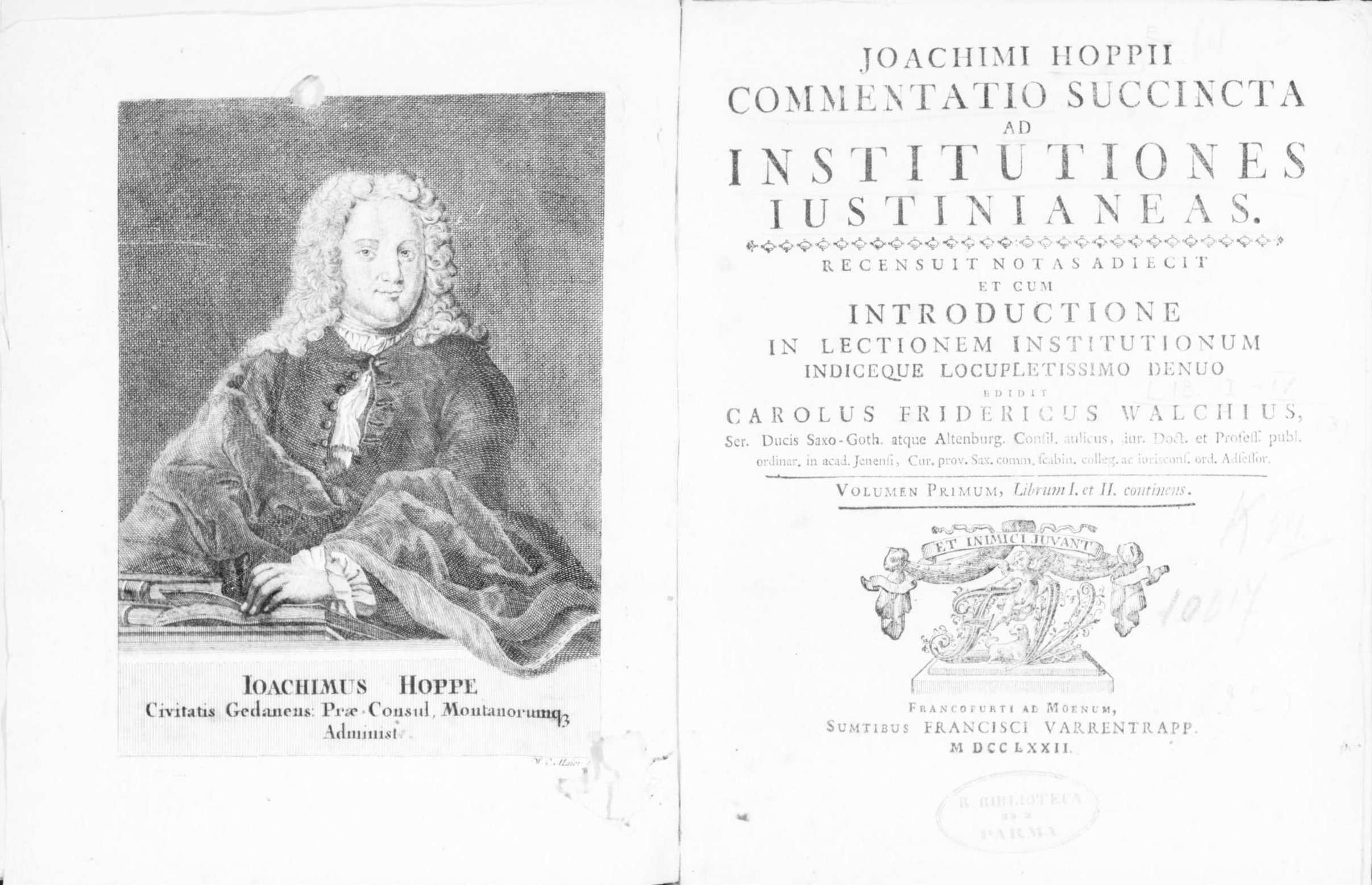
Commentatio succinta ad Institutiones iustinianeas, 1772

- Paraphrasis in psalmos Davidicos (Anvers, 1590)
- Seduardus sive de vera iurisprudentia (Anvers, 1590), comprenant les Tabula et le Ferdinandus, sive de institutione principis (Ferdinand ou de linstitution du prince)
- Recueil et mémorial des troubles des Pays-Bas du Roy (1743, 1858)
- (la) Commentatio succinta ad Institutiones iustinianeas, Frankfurt am Main, Franz Varrentrapp, 1772 (lire en ligne)
- Epistolae ad Viglium (Utrecht, 1802) (Lettres à Viglius)
- Lettres et documents aux archives municipales de Bruxelles, Besançon, Lille, Giessen et à la bibliothèque royale de la Haye.